# Miro à croupion blanc
Peneothello bimaculata
Espèce
Statut de conservation UICN

 LC  : Préoccupation mineure
Le Miro à croupion blanc (Peneothello bimaculata) est une espèce de passereaux de la famille des Petroicidae.

## Répartition
Cet oiseau vit en Nouvelle-Guinée.

## Habitat
Il habite les forêts humides tropicales et subtropicales.

## Sous-espèces
D'après Alan P. Peterson, il existe 2 sous-espèces :
- Peneothello bimaculata bimaculata (Salvadori) 1874 ;
- Peneothello bimaculata vicaria (De Vis) 1892.